# 特定継続的役務提供
特定継続的役務提供（とくていけいぞくてきえきむていきょう）とは、「特定商取引に関する法律」（特定商取引法）第41条で定義される、次の各役務の提供、又はその役務の提供を受ける権利を販売することをいう。
対象となる役務
- 「エステティック」で期間が1か月を超えて、料金が5万円を超えるもの
- 「語学教育」で期間が2か月を超えて、金額が5万円を超えるもの
- 「学習塾等」で期間が2か月を超えて、金額が5万円を超えるもの
- 「家庭教師等」で期間が2か月を超えて、金額が5万円を超えるもの
- 「パソコン教室等」で期間が2か月を超えて、金額が5万円を超えるもの
- 「結婚情報提供」で期間が2か月を超えて、金額が5万円を超えるもの

（なお、上記、各役務には詳細な適用要件がある。）
このような役務は、その性質上、受けてみないと効果がわからないものであり、実際に受けてみたところ効果が思わしくなく中途解約を行ないたくなることが少なからずある。
ところが中途解約をめぐり、中途解約が認められない、高額な違約金を請求されるといったトラブルが多発し、このため「訪問販売法等に関する法律」（現「特定商取引に関する法律」）及び「割賦販売法」が改正されるに至った（1999年10月22日施行）。この改正により、政令指定の役務に関して「特定継続的役務提供」という商取引概念が導入され、クーリングオフ権の付与、割賦販売法における抗弁の対抗などが定められた。このときは「エステティック」、「語学教育」、「学習塾等」、「家庭教師等」が政令指定された。
その後、トラブルの多い「パソコン教室等」、「結婚情報提供」が政令に追加指定されるに至った。（2004年1月1日施行）。

## 特定商取引法に基づいた説明
この章では、特定商取引法に基いて、特定継続的役務提供に関する用語や行為規制などについて説明する。
説明の便宜上、法律「特定商取引に関する法律」（特定商取引法）、政令「特定商取引に関する法律施行令」、通商産業省令（現 経済産業省令）「特定商取引に関する法律施行規則」を、それぞれ単に「法」、「政令」、「省令」という。
また、平成16年11月4日付の各経済産業局長及び内閣府沖縄総合事務局長あて通達「特定商取引に関する法律等の施行について」を「通達」という。

## 対象
政令では以下のものを特定継続役務に指定し、次の6種類の役務提供契約又は権利販売契約が対象とされている。（政令の別表第五参照）法に明文の規定はないが、学校法人や宗教法人などが行う特定継続的役務提供は、営利の目的を有していると一般には認められないので、「役務提供事業者」等に該当せず、適用除外となると解されている。(学校法人が行う公開講座としての語学講座や宗教法人が行う結婚あっせんなどが考えられる。)
- エステティック

人の皮膚を清潔にし若しくは美化し、体型を整え、又は体重を減ずるための施術を行うこと。
期間が1か月を超え、金額が5万円を超えるもの
- 語学教育

語学の教授（但し、入学試験対策と学校教育(大学を除く）の補習は含まない。）場所的な要件はないので、教室で行なうものに限定されず、電話、FAX、インターネット等によるものも含まれる。「語学」は、外国語に限定されていないので日本語も含まれる。
期間が2か月を超え、金額が5万円を超えるもの
- 家庭教師等

事業者の用意する場所（教室等）以外で、中学、高校、大学、専修学校又は各種学校の入学試験対策をすること、並びに小学校、中学又は高校の補習をすること。
「家庭」や「個別指導」という要件がないことに注意されたい。従って、通信添削、電話、FAX、インターネット等による指導も含まれる。
期間が2か月を超え、金額が5万円を超えるもの
- 学習塾等

事業者の用意する場所（教室等）で、入学試験に備えるため又は学校教育の補習のための児童、生徒又は学生を対象とした学力の教授。
「通達」では、「一定の学校の児童、生徒又は学生を対象としたものに限られ、したがってもっぱら浪人生等こうした児童生徒又は学生以外の者のみを対象とした役務は除外される（ただし、これら双方を対象とする役務については、全体としてここに掲げる役務に該当するので注意されたい）。」とされている。

期間が2か月を超え、金額が5万円を超えるもの
- パソコン教室等

電子計算機又はワードプロセッサーの操作に関する知識又は技術の教授。場所的な要件はないので、教室で行なうものに限定されず、電話、FAX、インターネット等によるものも含まれる。
「通達」では、「このパソコンやワープロの操作に関する知識や技術と共に他の知識や技術を教授するような役務の場合であっても、それらが一体不可分となっており、全体としてパソコンの操作に関する知識又は技術の教授を行っていると考えられる場合には、そういった他の知識や技術の教授の部分を含め当該役務全体として規制対象となる。他方、他の知識や技術の教授の部分が役務として明確に分割できるのであれば、分割されたパソコンやワープロの操作に関する知識や技術の教授の部分が特定継続的役務の要件を満たす限り、当該部分のみで規制対象となることとなる。」とされている。

期間が2か月を超え、金額が5万円を超えるもの
- 結婚情報提供

結婚を希望する者への異性の紹介。
期間が2か月を超え、金額が5万円を超えるもの
本稿においては、以下、これらを日常用語と区別する意味で、＜エステティック＞、＜語学教育＞、＜家庭教師等＞、＜学習塾等＞、＜パソコン教室等＞、＜結婚情報提供＞と記載する。

### 特定継続的役務提供契約、特定権利販売契約の「金額」の解釈
「通達」は、特定継続的役務提供契約、特定権利販売契約の「金額」について、
「役務の提供を受ける者（又は特定継続的役務の提供を受ける権利の購入者）が支払わなければならない金銭の額」であり、狭義の役務の対価に限られず、入学金、入会金、施設利用料等も含めた役務の対価の他、役務の提供に際し購入しなければならない商品がある場合には当該商品の対価も含めた額をもって政令で定める額（5万円）を越えているか判断するものである。したがって、役務提供の対価の部分は無料と称していても、抱き合わせで販売される商品等の価額と合計した額が政令で定める額を超えていれば、これに該当するものである。
としている。

### 特定継続的役務提供等契約とは
「特定継続的役務提供等契約」とは、特定継続的役務提供契約又は特定権利販売契約のことをいう。

### 関連商品とは
＜関連商品＞とは、役務提供事業者又は販売業者が特定継続的役務の提供に際し特定継続的役務提供受領者等が購入する必要のある商品で、役務の種類により次のように定められている。しばしば、こうした継続的サービスの提供を受けるのに際して、付随的な商品購入が求められる場合がある。そして、これらの商品もしばしば高額なことがあって問題となることがある。例えば、英会話スクールに通う際に高額なテキスト代の支払を求められるという場合などである。この場合においても、サービス本体のみならずその関連商品もクーリング・オフや中途解約の規制を免れることとなると法の実効性が保てなくなる。従って、継続的サービスとともに以下の関連商品を購入させる場合も一定の規制を課している。
- ＜エステティック＞の場合
  - 動物及び植物の加工品（一般の飲食の用に供されないものに限る。）であって、人が摂取するもの（医薬品を除く。）
  - 化粧品、石けん（医薬品を除く。）及び浴用剤
  - 下着
  - 電気による刺激又は電磁波若しくは超音波を用いて人の皮膚を清潔にし又は美化する器具又は装置

- ＜語学教室＞、＜学習塾等＞又は＜家庭教師等＞の場合
  - 書籍
  - 磁気的方法又は光学的方法により音、影像又はプログラムを記録した物
  - ファクシミリ装置及びテレビ電話装置

- ＜パソコン教室等＞の場合
  - 電子計算機及びワードプロセッサー並びにこれらの部品及び附属品
  - 書籍
  - 磁気的方法又は光学的方法により音、映像又はプログラムを記録した物

- ＜結婚情報提供＞の場合
  - 真珠並びに貴石及び半貴石
  - 指輪その他の装身具

本稿においては、上記定義の「関連商品」を、日常用語的な意味での「関連商品」と区別するため＜関連商品＞と表記することにする。

## 行政上の措置

### 書面の交付義務
- 役務提供事業者又は販売業者は、特定継続的役務提供等契約を締結しようとするときは、当該特定継続的役務提供等契約を締結するまでに、当該特定継続的役務提供等契約の概要について記載した書面（「概要書面」）を契約の相手方に交付しなければならない。
- 役務提供事業者は、特定継続的役務提供契約を締結したときは、遅滞なく、当該特定継続的役務提供契約の内容を明らかにする書面（「契約書面」）を当該特定継続的役務の提供を受ける者に交付しなければならない。
- 販売業者は、特定権利販売契約を締結したときは、遅滞なく、当該特定権利販売契約の内容を明らかにする書面（「契約書面」）を当該特定継続的役務の提供を受ける権利の購入者に交付しなければならない。

概要書面、契約書面に記載しなければならない事項は、次の表の通りである。
| 特定継続的役務提供等契約の法定記載事項 | 概要 書面 | 契約 書面 |
| --- | --------- | --------- |
| 役務提供事業者の氏名又は名称、住所及び電話番号並びに法人にあっては代表者の氏名                                                                                   | ○         | ○         |
| 提供される役務の内容 | ○         | ○         |
| 役務の提供に際し役務の提供を受けようとする者が購入する必要のある商品がある場合にはその商品名、種類及び数量                                                       | ○         | ○         |
| 役務の対価その他の役務の提供を受けようとする者が支払わなければならない金銭の額（注1）                                                                            | ○         | ○         |
| 金銭の支払の時期及び方法（注2） | ○         | ○         |
| 役務の提供期間（注3） | ○         | ○         |
| 特定権利販売契約の解除（クーリングオフ）に関する事項 | ○         | ○         |
| 特定権利販売契約の解除（中途解約）に関する事項 | ○         | ○         |
| 割賦販売法上のローン提供業者又は割賦購入あっせん業者への抗弁の対抗ができること                                                                                   | ○         | ○         |
| 前払取引を行うときは、当該前払取引に係る前受金について保全措置を講じているか否か及び、保全措置を講じている場合には、その内容                                     | ○         | ○         |
| 特約があるときは、その内容 | ○         | ○         |
| 特定継続的役務提供契約の締結を担当した者の氏名 | -         | ○         |
| 特定継続的役務提供契約の締結の年月日 | -         | ○         |
| 役務の提供に際し役務の提供を受ける者が購入する必要のある商品がある場合には、当該商品を販売する者の氏名又は名称、住所及び電話番号並びに法人にあっては代表者の氏名 | -         | ○         |

| 特定権利販売契約の法定記載事項 | 概要 書面 | 契約 書面 |
| --- | --------- | --------- |
| 販売業者の氏名又は名称、住所及び電話番号並びに法人にあっては代表者の氏名 | ○         | ○         |
| 権利の行使により受けることができる役務の内容 | ○         | ○         |
| 権利の行使による役務の提供に際し特定継続的役務の提供を受ける権利を購入しようとする者が購入する必要のある商品がある場合にはその商品名                                                 | ○         | ○         |
| 権利の販売価格その他の当該特定継続的役務の提供を受ける権利を購入しようとする者が支払わなければならない金銭の額（注1）                                                                | ○         | ○         |
| 金銭の支払の時期及び方法（注2） | ○         | ○         |
| 権利の行使により受けることができる役務の提供期間（注3） | ○         | ○         |
| 特定権利販売契約の解除（クーリングオフ）に関する事項 | ○         | ○         |
| 特定権利販売契約の解除（中途解約）に関する事項 | ○         | ○         |
| 割賦販売法上のローン提供業者又は割賦購入あっせん業者への抗弁の対抗ができること | ○         | ○         |
| 特約があるときは、その内容 | ○         | ○         |
| 特定権利販売契約の締結を担当した者の氏名 | -         | ○         |
| 特定権利販売契約の締結の年月日 | -         | ○         |
| 役務の提供に際し特定継続的役務の提供を受ける権利の購入者が購入する必要のある商品がある場合には、当該商品を販売する者の氏名又は名称、住所及び電話番号並びに法人にあっては代表者の氏名 | -         | ○         |

（注1）
「入学金、入会金、施設利用料、商品の代金等名目の如何を問わず、当該契約に関して支払わなければならない金銭の総額である。」（通達）
（注2）
「「代金支払方法」として記載すべき事項は、持参・集金・振込、現金・クレジット等の別であり、分割して代金を受領する場合には各回ごとの受領金額、受領回数等が含まれる。」（通達）
（注3）
「「役務の提供期間」については、役務提供の始期及び終期又は始期及び期間という形で記載しなければならない。始期の記載がない場合には、特段の事情がない限り、契約締結の日をもって始期と推定するものとする。」（通達）
各記載事項については、その内容、文字サイズ、文字色等といったことが、詳細に規定されている。

### 誇大広告等の規制
役務提供事業者又は販売業者は、誇大広告をしてはならない。
(詳細な規定あり）

#### 誇大広告か否かの合理的な根拠を示す資料の提出
主務大臣は、誇大広告か否かを判断するため必要があると認めるときは、その広告表示をした役務提供事業者又は販売業者に対し、期間を定めて当該表示の裏付けとなる合理的な根拠を示す資料の提出を求めることができる。
広告表示をした役務提供事業者又は販売業者が、資料を提出しないときは、誇大広告とみなされる。

### 禁止行為
- 役務提供事業者又は販売業者は、特定継続的役務提供等契約の締結について勧誘をするに際し、又は特定継続的役務提供等契約の解除を妨げるために次のことをしてはならない。
  - 故意の事実不告知（直罰規定あり）
  - 不実告知（直罰規定あり）

なお、事実不告知、又は不実告知の対象となる事項については、詳細な規定がある。
また、「通達」では、事実不告知の例として
「フリータイム制の英会話教室で会員がキャパシティを大幅に超えており、満足に予約が取れない状況にあることを告げない場合等は本項に規定する故意の事実不告知に該当するものと考えられる。」
としている。
- 役務提供事業者又は販売業者は、特定継続的役務提供等契約を締結させ、又は特定継続的役務提供等契約の解除を妨げるため、人を威迫して困惑させてはならない。

「通達」では、威迫、困惑として、次の例示がある。
- - 「契約書にサインしてくれないと困る。」と声を荒らげられて、誰もいないのでどうしてよいかわからなくなり、早く家に帰りたくなって契約をしてしまった。
  - エステティックサロンの無料体験を受けているときに衣服を脱がされた状態で多数の者に囲まれて執拗に勧誘され、こわくなって契約をしてしまった。
  - クーリング・オフを申し出ると、業者から支払の催促の電話があり、「残金を支払わないと現住所に住めなくしてやる。」と言われ、不安になってクーリング・オフの行使を思いとどまった。

#### 不実告知か否かの合理的な根拠を示す資料の提出
主務大臣は、不実告知か否かを判断するため必要があると認めるときは、その告知を役務提供事業者又は販売業者に対し、期間を定めて当該告知の裏付けとなる合理的な根拠を示す資料の提出を求めることができる。
告知をした役務提供事業者又は販売業者が、資料を提出しないときは、不実告知をしたとみなされる。

### 書類の備付け及び閲覧等
- 役務提供事業者又は販売業者は、5万円を超える前払取引を行うときは、その業務及び財産の状況を記載した書類を、特定継続的役務提供等契約に関する業務を行う事務所に備え置かなければならない。（書類に記載すべき事項については、詳細な規定がある。）
- 特定継続的役務提供に係る前払取引の相手方は、上記の書類の閲覧を求め、又は前項の役務提供事業者若しくは販売業者の定める費用を支払ってその謄本若しくは抄本の交付を求めることができる。

このような規定を設けられた理由は、次の通りである。
特定継続的役務提供は、その性質上、契約期間が長期のものが多く、前払であると、業者が倒産したときに被害が甚大なものとなる。このような被害を予防するために、前払取引を行う業者に対して業務及び財産の状況を記載した書類の作成義務を課し、前払取引の相手方に書類の閲覧権等を与えている。
また、「通達」は、
- 前払い取引について、「現金払や口座引き落とし等の場合を指し、割賦販売法第2条第3項に規定する割賦購入あっせんに係る立替払等は含まれない。」とし、クレジットによる立替払いは含まない解釈を取っている。（この解釈に対しては批判的見解もある。）
- 前払取引の相手方について、「事業者と前払取引により特定継続的役務提供等契約を締結した者のことであり、これから契約を締結しようとするものは含まれない。」としている。
- 「謄本又は抄本の交付の際の費用については、原則として複写等に要する実費額とする。」としている。

## 民事法上の効果

### クーリングオフ
- 役務提供事業者又は販売業者が特定継続的役務提供等契約を締結した場合におけるその特定継続的役務提供受領者等は、契約書面を受領した日から起算して8日を経過したときを除き、理由の如何を問わず書面により契約の解除（クーリングオフ）を行うことができる。
  - 特定継続的役務提供受領者等者が、契約書面を受領していなければ、いつまでもクーリングオフが可能である。
  - 契約書面に法定の記載事項が欠落していたり内容が虚偽の場合は、「契約書面を受領」とはみなせず、いつまでもクーリングオフが可能である。
- 特定継続的役務提供受領者等が、不実告知による誤認や威迫されたことにより困惑して（クーリングオフ妨害により）、上記期間内にクーリングオフを行わなかった場合には、「クーリング・オフ妨害解消のための書面」（その内容には、細かい規定あり）を受領した日から起算して8日を経過したときを除いて、クーリングオフを行うことができる。
  - クーリングオフ妨害があったにもかかわらず、「クーリング・オフ妨害解消のための書面」を受領していなければ、いつまでもクーリングオフが可能である。

これを本稿では、説明の便宜上「特定継続的役務提供等契約のクーリングオフ」ということにする。
- 「特定継続的役務提供等契約のクーリングオフ」があった場合において、役務提供事業者又は販売業者が特定継続的役務の提供に際し＜関連商品＞の販売又はその代理若しくは媒介を行っている場合には、関連商品販売契約についても同様にクーリングオフを行うことができる。

ただし＜エステティック＞で、特定継続的役務提供受領者等が契約書面を受領した場合において、次の＜関連商品＞を使用し又はその全部若しくは一部を消費したときは、その＜関連商品＞はクーリングオフをすることができない。
　使用、消費でクーリングオフできなくなる＜関連商品＞:
- 動物及び植物の加工品（一般の飲食の用に供されないものに限る。）であって、人が摂取するもの（医薬品を除く。）
- 化粧品、石けん（医薬品を除く。）及び浴用剤

なお、役務提供事業者又は当該販売業者が、特定継続的役務提供受領者等に当該商品を使用させ、又はその全部若しくは一部を消費させた場合はクーリングオフできる。
- クーリングオフは、その旨の書面を発した時に、その効力を生ずる。 （クーリングオフ期間内に役務提供事業者又は販売業者に書面が到達する必要はない。）
- クーリングオフがあった場合、役務提供事業者若しくは販売業者又は関連商品の販売を行った者は、クーリングオフに伴う損害賠償若しくは違約金の支払を請求することができない。
- クーリングオフがあった場合、特定権利販売契約又は関連商品販売契約に係る権利の移転又は関連商品の引渡しが既にされているときは、その返還又は引取りに要する費用は、販売業者又は関連商品の販売を行った者の負担となる。
- 「特定継続的役務提供等契約のクーリングオフ」があった場合、役務提供事業者又は販売業者は、既に特定継続的役務提供が行われていても役務の対価その他の金銭の支払を請求することができない。
- 「特定継続的役務提供等契約のクーリングオフ」があった場合、役務提供事業者は、金銭を受領していれば速やか返還しなければならない。
- クーリングオフの規定に関する特約で、特定継続的役務提供受領者等に不利なものは無効となる。

### 中途解約
- 役務提供事業者が特定継続的役務提供契約を締結した場合におけるその特定継続的役務の提供を受ける者は、クーリングオフ期間を経過した後においては、将来に向かってその特定継続的役務提供契約の解除（特定継続的役務提供契約の中途解約）を行うことができる。
- 販売業者が特定権利販売契約を締結した場合におけるその特定継続的役務の提供を受ける権利の購入者は、クーリングオフ期間を経過した後においては、その特定権利販売契約の解除（特定権利販売契約の中途解約）を行うことができる。
- 特定継続的役務提供契約又は特定権利販売契約が中途解約された場合、特定継続的役務提供受領者等は＜関連商品＞があれば、その販売契約の中途解約を行うことができる。
- 中途解約に関するの特約で、特定継続的役務提供受領者等に不利なものは、無効となる。

これらの中途解約に伴う損害賠償額については、後述する。

#### 特定継続的役務提供契約の中途解約に伴う損害賠償額等の制限
役務提供事業者は、中途解約されたときは、損害賠償額の予定又は違約金の定めがあるときにおいても、次の金額と、これに対する法定利率による遅延損害金の額を加算した金額を超える額の金銭の支払を特定継続的役務の提供を受ける者に対して請求することができない。
- 特定継続的役務の提供開始後の中途解約の場合は、「提供された特定継続的役務の対価に相当する額」＋「契約の解除によって通常生ずる損害の額」

説明の便宜上、「提供された特定継続的役務の対価に相当する額」＋「契約の解除によって通常生ずる損害の額」を「損害賠償の上限額」ということにする。ここで「契約の解除によって通常生ずる損害の額」は、次のように定められている。
- - ＜エステティック＞の場合、2万円又は契約残額の10%に相当する額のいずれか低い額
  - ＜語学教室＞の場合、5万円又は契約残額の20%に相当する額のいずれか低い額
  - ＜家庭教師等＞の場合、5万円又は当該特定継続的役務提供契約における1か月分の役務の対価に相当する額のいずれか低い額
  - ＜学習塾等＞の場合、2万円又は当該特定継続的役務提供契約における1か月分の役務の対価に相当する額のいずれか低い額
  - ＜パソコン教室等＞の場合、5万円又は契約残額の20%に相当する額のいずれか低い額
  - ＜結婚情報提供＞の場合、2万円又は契約残額の20%に相当する額のいずれか低い額

「通達」では、「提供された役務の対価」について
契約締結時の書面に記載された方法に基づき算出することになるが、その際用いる方法、単価については合理的なものでなければならない。すなわち、単価については、契約締結の際の単価を用いることが原則であり、合理的な理由なくこれと異なる単価を用いることはできない。
例えば、通常価格1回1万円のエステティックサロンを期間限定特別価格3千円で契約を締結した場合には、後者の単価を用いて精算することとなる。
また、月をもって役務の対価が計算されている場合には、社会慣行等に照らし1か月又はこれより短い期間を単位として精算することとし、回数をもって役務の対価が計算されている場合については、特別な理由がない限り1回を単位として精算することとなる。
また、役務提供と純粋に比例的に生じる狭義の役務の対価の他ほかに、役務提供の開始時に発生するもの等についても、「提供された役務の対価」といえる合理的な範囲でこれに含めることができる。
（入学金・入会金等の名目の金銭についても、既に提供された役務の対価に相当する合理的な範囲が、これに含まれ得る。）
としている。
- 特定継続的役務提供の提供開始前の中途解約の場合、「契約の締結及び履行のために通常要する費用の額」

これは、次のように定められている。
- - ＜エステティック＞の場合、2万円
  - ＜語学教室＞の場合、1万5千円
  - ＜家庭教師等＞の場合、2万円
  - ＜学習塾等＞の場合、1万1千円
  - ＜パソコン教室等＞の場合、1万5千円
  - ＜結婚情報提供＞の場合、3万円

##### 具体的計算例（特定継続的役務の提供開始後）
美顔エステの20回分の契約を現金一括払い￥100,000で行なった。
契約期間は1年（1年以内に20回施術を受けられる）であり、契約書面には不備はないものとする。
契約してから3か月間で5回施術を受けたが、効果があまりないので中途解約することにした。
エステサロンから最低どれだけの返金を受けられるか？
（解答）
- 「提供された特定継続的役務の対価に相当する額」の計算

20回分が￥100,000なので、1回あたりは￥100,000/20＝￥5,000。
今まで5回施術を受けたので、「提供された特定継続的役務の対価に相当する額」=￥5,000×5=￥25,000
- 「契約の解除によって通常生ずる損害の額」の計算

「契約残高」=「契約額」-「提供された特定継続的役務の対価に相当する額」
=￥100,000-￥25,000=￥75,000
「契約残額の10%に相当する額」=￥75,000×10%=￥7,500
「契約の解除によって通常生ずる損害の額」は、￥20,000と「契約残額の10%に相当する額」のいずれか低い額なので、￥7,500となる。
- 「損害賠償の上限額」の計算

「損害賠償の上限額」＝「提供された特定継続的役務の対価に相当する額」＋「契約の解除によって通常生ずる損害の額」
=￥25,000+￥7,500=￥32,500
- 「最低返金額」の計算

「最低返金額」=「支払済みの金額」-「損害賠償額の上限額」
=￥100,000－￥32,500=￥67,500
以上より、最低でも￥67,500は返金されることになる。（返金手数料の負担は事前の取り決めによる）
（補足）
この計算例では、理解しやすく誰が計算しても同じ答えになるように、入会金等の「初期費用」がないという例にしている。
「初期費用」がある場合は、その金額や性質等により「提供された特定継続的役務の対価に相当する額」とできる合理性があるか否かが問題となる。（実際の契約では、「初期費用」があることが多い。）
例えば、極端な例を考えて、美顔エステで入会金￥80,000、20回分の施術費用が￥20,000（1回あたり￥1,000）とする。
この契約で、1回だけ施術を受けた場合に、入会金￥80,000全額を「提供された特定継続的役務の対価に相当する額」に入れてしまうのは、明らかに不当であろう。
このような場合は、「契約の締結及び履行のために通常要する費用の額」である￥20,000が、目安的な金額と考えられる。

##### 具体的計算例（特定継続的役務の提供開始前）
美顔エステの20回分の契約を現金一括払い￥100,000で行なった。
契約期間は1年（1年以内に20回施術を受けられる）であり、契約書面には不備はないものとする。
契約書面受領して2週間後、そのエステサロンの悪い噂を耳にしたので、辞めることにした。
施術は、今まで1回も受けていない。
エステサロンから最低どれだけの返金を受けられるか？
(解答）
「最低返金額」=「支払済みの金額」-「契約の締結及び履行のために通常要する費用の額」
=￥100,000－￥20,000=￥80,000
以上より、最低でも￥80,000は返金されることになる。

#### 特定権利販売契約の中途解約に伴う損害賠償等の制限
販売業者は、中途解約されたときは、損害賠償額の予定又は違約金の定めがあるときにおいても、次の金額と、これに対する法定利率による遅延損害金の額を加算した金額を超える額の金銭の支払を特定継続的役務の提供を受ける権利の購入者に対して請求することができない。
- 当該権利が返還された場合は、次の2つのうち高額な方
  - 「当該権利の行使により通常得られる利益に相当する額」
  - 「当該権利の販売価格に相当する額」-「当該権利の返還されたときにおける価格」
- 当該権利が返還されない場合は、当該権利の販売価格に相当する額
- 当該契約の解除が当該権利の移転前である場合は、契約の締結及び履行のために通常要する費用の額

#### <関連商品＞の中途解約に伴う損害賠償等の制限
＜関連商品＞の販売を行った者は、＜関連商品＞の販売契約が解除されたときは、損害賠償額の予定又は違約金の定めがあるときにおいても、次の金額と、これに対する法定利率による遅延損害金の額を加算した金額を超える額の金銭の支払を特定継続的役務提供受領者等に対して請求することができない。
- ＜関連商品＞が返還された場合は、次の2つのうち高額な方
  - ＜関連商品＞の通常の使用料に相当する額
  - 「＜関連商品＞の販売価格に相当する額」-「＜関連商品＞の返還されたときにおける価格」
- ＜関連商品＞が返還されない場合は、＜関連商品＞の販売価格に相当する額
- 当該契約の解除が＜関連商品＞の引渡し前である場合は、契約の締結及び履行のために通常要する費用の額

### 特定継続的役務提供等契約の申込み又はその承諾の意思表示の取消し
- 特定継続的役務提供受領者等は、不実告知又は故意の事実不告知により誤認し、特定継続的役務提供等契約の申込み又は、その承諾の意思表示をしたときは、これを取り消すことができる。
- 上記、取消権は、善意の第三者に対抗することができない。
- 上記、取消権は、追認をすることができるときから6か月間行使しないときは時効により消滅する。契約の締結から5年を経過したときも同様とする。

（複雑な規定があるが、ここでは概略を説明するにとどめた。正確には、法令を参照されたい。）

### 適用除外
- 特定商取引法による規制は、次の特定継続的役務提供については適用しない。
  - 営業のために又は営業として締結するものに係る特定継続的役務提供
  - 国外に在る者に対する特定継続的役務提供
  - 国又は地方公共団体が行う特定継続的役務提供
  - 農協、生協、労働組合などが行う特定継続的役務提供
  - 事業者がその従業者に対して行う特定継続的役務提供
- 中途解約における損害賠償等の制限に関する規定は、特定継続的役務又は関連商品を割賦販売等により提供又は販売するものについては、適用しない。（なお、「抗弁の対抗」は可能である。）

法に明文の規定はないが学校法人や宗教法人などが行う特定継続的役務提供は、営利の目的を有していると一般には認められないので、「役務提供事業者」等に該当せず、適用除外となると解されている。